# Леттов, Бруно
Бруно Леттов (нем. Bruno Lettow; 19 января 1910, Кальбе, Саксония, Германская империя — 9 марта 1986, Кульмбах, Верхняя Франкония, ФРГ) — штурмбаннфюрер СС, начальник гестапо в Карловых Варах и Хемнице и сотрудник Главного управления имперской безопасности.

## Биография
Бруно Леттов родился 19 января 1910 года. После окончания школы изучал право в университетах Берлина и Гёттингена. В 1932 сдал первый, а в 1936 году второй государственный экзамен и получил докторскую степень по праву. 1 ноября 1933 года был зачислен в ряды СС (№ 185434). 1 мая 1937 вступил в НСДАП (билет № 4583183). С 1939 по 1941 год был заместителем руководителя гестапо в Брюнне. Кроме того, был председателем военно-полевых судов, приговоривших 29 человек к смертной казни и передавших 200 других человек в гестапо. В сентябре 1942 года возглавил отдел IV D 1 (вопросы протектората Богемии и Моравии) в Главном управлении имперской безопасности (РСХА). Леттов также возглавлял специальное ведомство BM «Богемия и Моравия». Впоследствии это ведомство было преобразовано в отдел IV D 1 РСХА. В конце 1943 года его сменил оберштурмбаннфюрер СС Курт Лишка, а Леттов стал начальником гестапо в Карловых Варах. С 31 августа 1944 по февраль 1945 года был начальником гестапо в Хемнице. После окончания войны попал в британский плен, был освобождён и работал в качестве коммерсанта в Кульмбахе. Приговоры военно-полевых судов в Брюнне, в которых заседал Леттов, были предметом предварительного расследования прокуратуры во Франкфурте-на-Майне. Умер 9 марта 1986 года в Кульмбахе.

## Примечание
1. 1 2 3  Personenheft Dr. Bruno Lettow (* 19.01.1910) (нем.) (PDF). Landedarchiv Berlin. Дата обращения: 12 июня 2024. Архивировано 28 марта 2024 года.
2. 1 2 3  Klee, 2007, S. 368.
3. ↑  Wildt, 2002, S. 355.